# Vidua orientalis
La vedova del paradiso del Sahel o vedova del paradiso settentrionale (Vidua orientalis Heuglin, 1870) è un uccello passeriforme della famiglia Viduidae.

## Etimologia
Il nome scientifico della specie, orientalis, è un chiaro riferimento all'areale occupato da questi uccelli, così come lo è il suo nome comune.

## Descrizione

### Dimensioni
Misura 13–14 cm di lunghezza, per 15-27 g di peso: i maschi in amore, grazie alle penne caudali, raggiungono i 30–31 cm di lunghezza.

### Aspetto
Si tratta di uccelli dall'aspetto robusto ma slanciato, muniti di testa arrotondata, becco conico tozzo e forte, ali appuntite e coda squadrata: nel complesso, questi uccelli somigliano molto alla congenere e affine vedova del paradiso comune, dalla quale differiscono per l'aspetto più massiccio con penne della coda dei maschi in amore più corte e larghe, e per la colorazione più chiara.
Durante il periodo degli amori, il piumaggio presenta dicromatismo sessuale, mentre all'infuori di esso i due sessi presentano livrea piuttosto simile.

Il maschio in amore presenta testa e gola di colore nero lucido, così come neri sono dorso, ali, codione e sottocoda: la coda, anch'essa nera, presenta dopo la muta del periodo degli amori le due rettrici esterne lunghe circa il doppio del corpo e dalla forma appuntita, mentre le due centrali sono di forma arrotondata e munite di lunghe setole. Il petto è di color nocciola-ramato, mentre nuca, lati del collo, ventre e fianchi sono di color bianco-sabbia.

Le femmine e i maschi in eclissi presentano invece livrea molto sobria e mimetica, con guance, gola, petto e ventre di colore grigio-biancastro, fronte, vertice, ali e dorso di colore grigio-bruno, copritrici, remiganti e coda più scure (le prime due con orlo chiaro), con presenza di bande longitudinali più scure anche sulle singole penne dell'area dorsale (nonché su quelle delle scapole, che sono del colore più chiaro tipico invece dell'area ventrale), oltre che di un "sopracciglio" e di una "basetta" scuri rispettivamente su fronte e zona fra guancia e orecchio.
In ambedue i sessi gli occhi sono di colore bruno scuro, mentre le zampe ed il becco sono di colore carnicino nella femmina e nerastro nel maschio.

## Biologia
Si tratta di uccelli dalle abitudini diurne e tendenzialmente gregarie all'infuori del periodo riproduttivo, i quali si riuniscono in stormi anche di una certa entità assieme ad altre specie di estrildidi e ploceidi, spostandosi assieme ad esse alla ricerca di cibo ed acqua durante la giornata e cercando riparo fra la vegetazione al calar del sole.

### Alimentazione
Le vedove del paradiso del Sahel sono uccelli granivori, la cui dieta si compone in massima parte di semi di piante erbacee che vengono reperiti prevalentemente al suolo: questi uccelli si nutrono inoltre anche di altri materiali di origine vegetale (foglioline tenere, germogli) e, sebbene piuttosto raramente, anche di alimenti di origine animale (soprattutto termiti, durante il periodo della sciamatura).

### Riproduzione
La stagione degli amori va da luglio a gennaio: durante questo periodo, i maschi esibiscono una livrea nuziale molto sgargiante e divengono fortemente territoriali nei confronti dei conspecifici del medesimo sesso, esibendosi in lek con canti e voli rituali al fine di accoppiarsi col maggior numero possibile di femmine.
Questa specie mostra parassitismo di cova nei confronti della sottospecie citerior del melba del Sudan: le femmine depongono nei nidi incustoditi di questi uccelli da 1 a 4 uova, per poi allontanarsene e disinteressarsi completamente del destino della prole.

I pulli, ciechi ed implumi alla schiusa (che avviene a circa due settimane dalla deposizione), presentano caruncole ai lati della bocca e disegni golari in tutto e per tutto simili ai propri fratellastri: le due specie convivono nel nido per tutto il periodo giovanile, con le giovani vedove che seguono il ciclo vitale della specie parassitata (svezzamento e involo attorno alle tre settimane di vita ed indipendenza pochi giorni dopo) e spesso dopo il raggiungimento dell'indipendenza rimangono nello stesso stormo.

## Distribuzione e habitat
Come intuibile dal nome comune, la vedova del paradiso del Sahel è diffusa nella fascia del Sahel, dall'area di confine fra Mauritania e Senegambia ad est fino alla costa dell'Eritrea settentrionale.
L'habitat della vedova del paradiso del Sahel è rappresentato dalle aree aperte semiaride a copertura erbosa e con presenza di macchie cespugliose o alberate (specialmente ad acacia).

## Tassonomia
Se ne riconoscono due sottospecie:
- Vidua orientalis aucupum (Neumann, 1908) - diffusa nella porzione occidentale dell'areale occupato dalla specie, dalla Mauritania meridionale alla Nigeria settentrionale attraverso Senegal, Gambia settentrionale, Mali e Niger meridionali;
- Vidua orientalis orientalis Heuglin, 1870 - la sottospecie nominale, diffusa nella porzione centro-orientale dell'areale occupato dalla specie, dall'area di confine fra Camerun e Ciad all'Eritrea settentrionale, attraverso Repubblica Centrafricana settentrionale, Sudan centrale, Sudan del Sud settentrionale ed Etiopia nord-occidentale.

Alcuni autori riconoscerebbero anche le sottospecie kudugliensis e nilotica, rispettivamente del Kordofan e del Nilo Azzurro e generalmente sinonimizzate con la sottospecie nominale.
In passato la specie veniva considerata una sottospecie della vedova del paradiso propriamente detta, mentre attualmente si ritiene che questi uccelli formino una superspecie con la vedova del paradiso codalunga.